# Ménévillers
Ménévillers település Franciaországban, Oise megyében. Lakosainak száma 103 fő (2022. január 1.). Ménévillers Méry-la-Bataille, Montgérain, Montiers, Saint-Martin-aux-Bois és Wacquemoulin községekkel határos.

## Népesség
A település népességének változása:
| Lakosok száma | 110  | 108  | 107  | 104  | 103  | 105  | 104  | 104  | 103  |
|               | 2013 | 2015 | 2016 | 2017 | 2018 | 2019 | 2020 | 2021 | 2022 |